# Johann Jakob Simmler
Johann Jakob Simmler, auch Johann Jakob Simler (* 12. August 1716 in Zürich; † 5. August 1788, anderes Datum 8. August 1788 ebenda) war ein Schweizer evangelischer Geistlicher und Kirchenhistoriker.

## Leben
Johann Jakob Simmler war ein Nachkomme von Josias Simler in fünfter Generation und der Sohn des Stiftsschreibers Hans Rudolf Simmler (1681–1725) und dessen Ehefrau Susanna (1681–1734), eine Tochter des Stadtseckelmeisters Hans Jakob Heidegger (1630–1698).
Nach Abschluss seines Theologiestudiums wurde er 1738 im Geistlichen Ministerium in Zürich aufgenommen und kam 1739 in den Schuldienst an der städtischen Gelehrtenschule, wo er 1742 eine förmliche Lehrerstelle erhielt. Er übte von 1748 bis 1785 das Amt des Inspektors des Alumnats des Collegiums Carolinum beim Fraumünster aus und wurde 1752 Dekan der jüngeren Kirchendiener, bis er 1785 in den Ruhestand trat. 
Johann Jakob Simmler war mit Anna Elisabeth (* 1721), Tochter des Krämers David Zimmermann (1683–1748) verheiratet; gemeinsam hatten sie sieben Kinder.
21,5 laufende Meter seines Nachlasses befinden sich heute in der Zentralbibliothek Zürich, die in den Jahren 1963 bis 1965 auf 101 Mikrofilmrollen festgehalten wurden und in der Foundation for Reformation Research Collections in St. Louis, Missouri, aufbewahrt werden.

### Kirchenhistorisches Wirken
Johann Jakob Simmler verfügte über eine umfangreiche Sammlung kirchengeschichtlicher Urkunden, die er in Abschriften angelegt hatte. Seine Bibliothek, die 1.300 Bände und die Sammlung seiner Urkunden, deren Handschriften die Urkundensammlung von 196 Foliobände mit 62 Bänden eines doppelten Registers umfassten, sowie die übrigen vermischten Manuskripte, die ungefähr 200 Bände fassten, wurde nach seinem Tod von seinen Nachkommen der Stadtbibliothek Zürich geschenkt. Auf seine gesammelten Urkunden und Bücher fusst das Werk Epistulae Tigurinae de Rebus Potissimum Ad Ecclesiae Anglicanae reformationem perpinentibus conscripae, das 1848 von der Parker Society in England herausgegeben wurde.
Unter den von Simmler gesammelten Handschriften fand sich auch ein bislang unbekannter Sendbrief an die frühe Täufergemeinde im Raum St. Gallen. Bei dem Absender des Schreibens, das das Datum 1526 trägt, handelt es sich um einen nicht genannten Täuferlehrer. Der genaue Titel des Briefes lautet: Ain Sendbrieff aines fürtreffenlichen gottsförchtigen hyrten und lerers ain ettliche guthertzig kinder gottes der kirchen Sanct Gallen, geschrieben um dz 1526. jar. Vorausgegangen war dem Schreiben eine schriftlich Anfrage der St. Gallener Täufer vom „30. Oktober“ (1526?).

### Schriftstellerisches Wirken
Johann Jakob Simmler schrieb Beiträge für Gottlieb Emanuel von Hallers Bibliothek der Schweizer-Geschichte, plante eine Edition der Briefe zur Reformation der englischen Kirche und publizierte von 1757 bis 1763 seine Urkundensammlung zur Schweizer Kirchengeschichte. Zu seinen Werken gehörten theologische und kirchenhistorische Abhandlungen, Übersetzungen französischer Predigten, 1742 eine Übersetzung von Cornelius Nepos und seine Sammlung alter und neuer Urkunden zur Beleuchtung der Kirchengeschichte vornehmlich des Schweizerlandes.

## Schriften (Auswahl)
- Sammlung alter und neuer Urkunden zur Beleuchtung der Kirchengeschichte vornehmlich des Schweizerlandes.
  - Band 1, 1. Teil. Zürich 1757.
  - Band 1, 2. Teil. Zürich 1758.
  - Band 1, 3. Teil. Zürich 1759.
  - Band 2, 1, Teil. Zürich 1760.
  - Band 2, 2. Teil. Zürich 1760.
  - Band 2, 3. Teil. Zürich 1763.